# 経筒
経筒（きょうづつ）は、経典を土中に埋納する経塚造営の際に、経典を納めるために用いる筒形の容器。

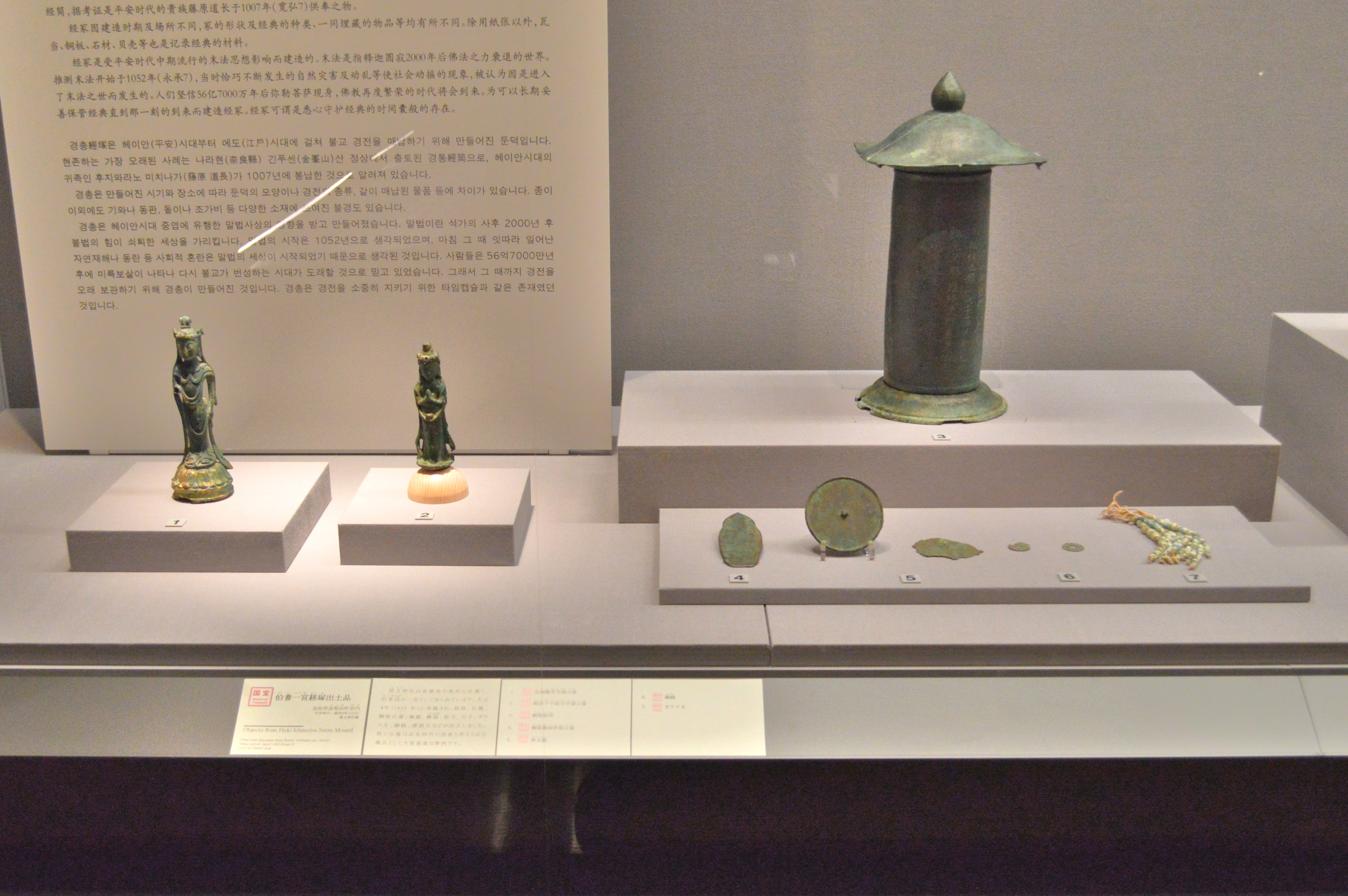
伯耆一宮経塚出土品の経筒（写真右奥）（国宝）
鳥取県湯梨浜町倭文神社蔵
（東京国立博物館寄託）

## 概要
陶製や銅製・石製のほか、金銅製や鉄製など金属製のものがある。形状は小型の円筒形や宝珠形、六角宝塔形など多様。上部には蓋が付けら、上面は平面であるが周縁部が外側へ張り出しているものもある。上部中央には塔形や宝珠形、相輪形、乳頭形をしたつまみが付けられており、胴体部分には銘文が彫られ、願文や経塚造営に至る経緯、関係人物などが記される。つまみの存在や、銘文にしばしば「宝塔」の語句が見られることから、塔を模しているものと考えられている。
経塚は末法思想の影響を受けて起こったもので、写経された経典を経筒に納め、さらに石製や陶製の外容器に納め副納品や除湿剤ともに石室内に安置する。最古の経塚は、藤原道長が大和国金峰山に造営した金峰山経塚であり、寛弘4年（1007年）在銘の経筒が出土している。
紙本経はほとんどの場合腐朽・消滅しているが、稀に残存していることがあり、また軸木のみ残っている場合もある。経筒の銘文は造営時の事情を示す貴重な歴史資料となっている。

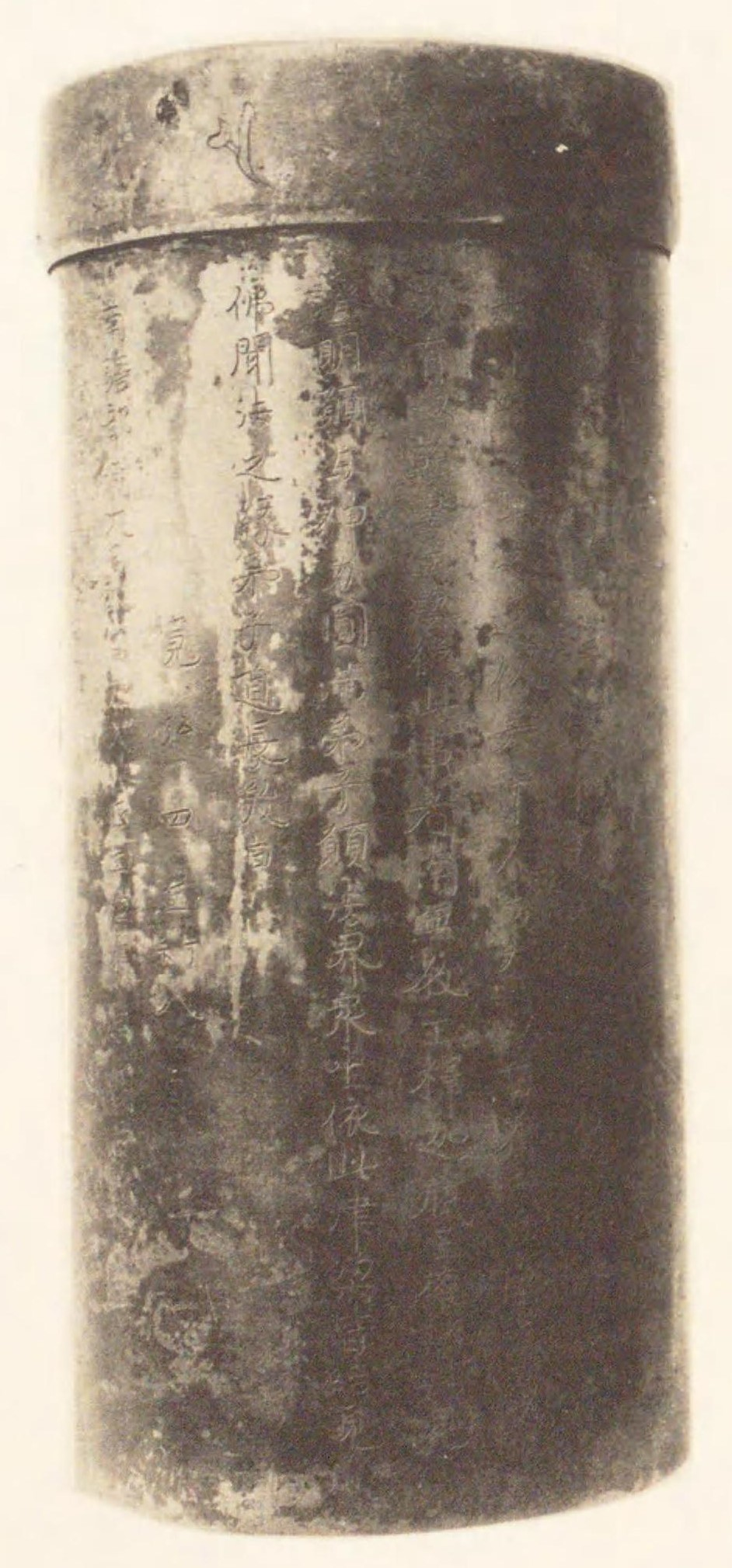
金銅藤原道長経筒 寛弘4年（1007年） 国宝 （奈良県吉野郡金峯神社蔵）
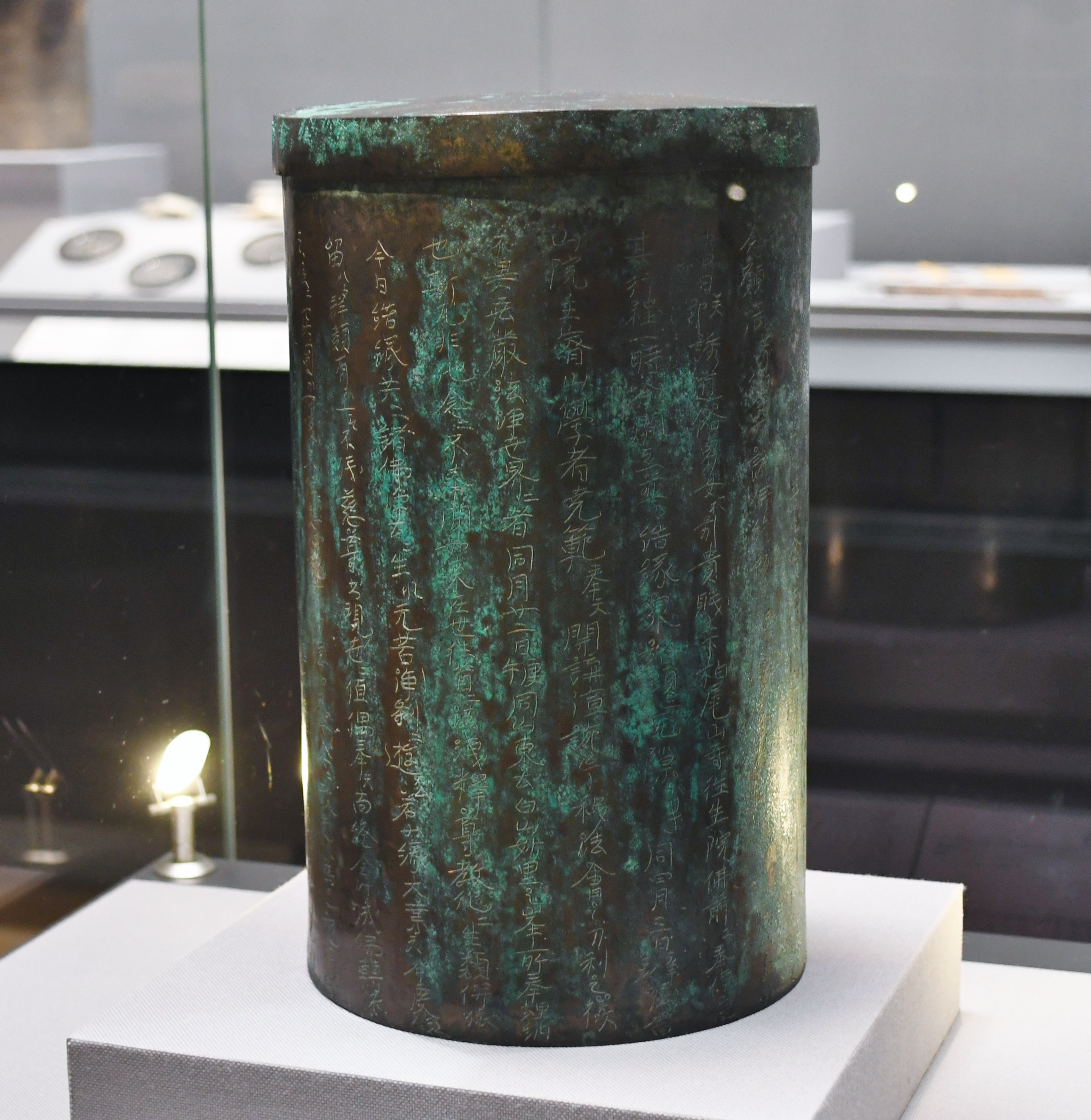
銅経筒（甲斐勝沼柏尾経塚出土品） 康和5年（1103年） 重要文化財 （東京国立博物館蔵）
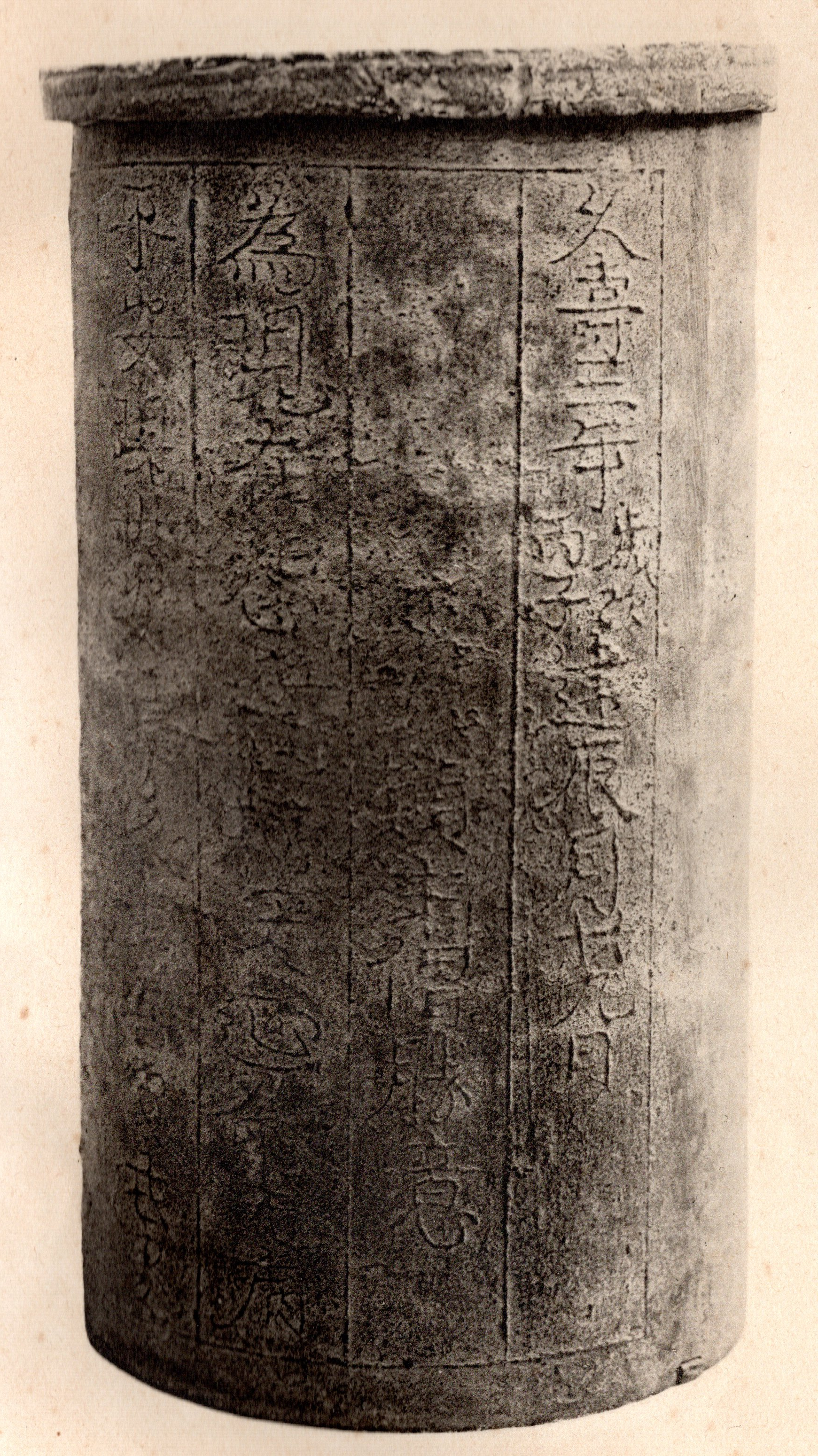
銅経筒（瓦壺入） 久寿3年（1156年） 重要文化財 （愛知県豊橋市普門寺蔵）